# Aulacomnium heterostichum
Aulacomnium heterostichum är en bladmossart som beskrevs av Bruch och W. P. Schimper 1841. Aulacomnium heterostichum ingår i släktet räffelmossor, och familjen Aulacomniaceae. Inga underarter finns listade i Catalogue of Life.